# 48458 Меріан
48458 Меріан (48458 Merian) — астероїд головного поясу, відкритий 13 вересня 1991 року.
Тіссеранів параметр щодо Юпітера — 3,169.